# Чемпионат Нагорно-Карабахской Республики по футболу
Чемпиона́т Наго́рно-Караба́хской Респу́блики по футбо́лу — ежегодное соревнование, проводившееся под эгидой Федерации футбола НКР и Государственного комитета спорта НКР на территории непризнанной НКР с целью выявления сильнейшей команды республики.

## Описание
В соревновании участвовали команды из всех районов НКР, игры проводились в два круга. Обслуживались матчи местным судейским корпусом. Так как Федерация футбола НКР не являлась членом ни ФИФА, и ни одной из конфедераций, то в международных турнирах, организуемых под эгидой ФИФА и её конфедераций, клубы непризнанной НКР не участвовали.
В первом чемпионате НКР в 2009 году в командах в основном играли юные футболисты, поэтому в некоторых источниках он представляется как юношеский чемпионат, однако на самом деле возрастного ограничения не было.

## Все призёры
| Сезон | Чемпион                       | 2-е место                     | 3-е место               |
| 2004  | «Лернаин Арцах» (Степанакерт) | «Аво» (Мартуни)               | Зангезур (Горис)        |
| 2009  | «Лернаин Арцах» (Степанакерт) | «Аво» (Мартуни)               | «Джраберд» (Мартакерт)  |
| 2010  | «Джраберд» (Мартакерт)        | «Лернаин Арцах» (Степанакерт) | «Аво» (Мартуни)         |
| 2011  | «Аво» (Мартуни)               | «Лернаин Арцах» (Степанакерт) | «Кирс» (Шуши)           |
| 2018  | «Лернаин Арцах» (Степанакерт) | «Берд» (Аскеран)              | «Еразанк» (Степанакерт) |
| 2019  | «Берд» (Аскеран)              | «Еразанк» (Степанакерт)       | «Аво» (Мартуни)         |

## Количество титулов
| Клуб                          | Чемпион | Годы             | 2-е | Годы       | 3-е | Годы       |
| ----------------------------- | ------- | ---------------- | --- | ---------- | --- | ---------- |
| «Лернаин Арцах» (Степанакерт) | 3       | 2004, 2009, 2018 | 2   | 2010, 2011 | -   | -          |
| «Аво» (Мартуни)               | 1       | 2011             | 2   | 2004, 2009 | 2   | 2010, 2019 |
| «Берд» (Аскеран)              | 1       | 2019             | 1   | 2018       | -   | -          |
| «Джраберд» (Мартакерт)        | 1       | 2010             | -   | -          | 1   | 2009       |
| «Еразанк» (Степанакерт)       | -       | -                | 1   | 2019       | 1   | 2018       |
| «Зангезур» (Горис)            | -       | -                | -   | -          | 1   | 2004       |
| «Кирс» (Шуши)                 | -       | -                | -   | -          | 1   | 2011       |